# Conan (Name)
Conan ist ein gälischer Männername, der vor allem in England und Irland verbreitet ist. Er leitet sich vom gälischen Wortstamm cú mit Diminutiv-Suffix ab und bedeutet „kleiner Wolf“. Conan ist außerdem ein französischer Familienname, insbesondere im Nordwesten Frankreichs, der von der französierten Form des bretonischen männlichen Vornamens Konan stammt.

## Bekannte Namensträger
Herrscher:
- Conan I. (Bretagne) der Unrechte (927–992), Herzog der Bretagne und von Rennes
- Conan II. (Bretagne) der Kleine (1028–1066), Herzog der Bretagne
- Conan III. (Bretagne) der Dicke (1096–1148), Herzog der Bretagne
- Conan IV. (Bretagne) († 1171), Herzog der Bretagne

Heilige:
- St. Conan von Assaroe
- St. Conan von Ballinamore
- St. Conan, Bischof von Man (Mochonna)[1]

Geistliche:
- Conan, Bischof von Sudarn, Erzieher des Heiligen Fiacrius

Familienname:
- Jack Conan (* 1992), irischer Rugby-Union-Spieler
- Jean Conan (1765–1834) („Guingamp“), bretonischer Autor[2]
- Neal Conan (1949–2021), US-amerikanischer Radiojournalist, Produzent und Korrespondent

Vorname:
- Sir Arthur Conan Doyle (1859–1930), britischer Arzt und Kriminalschriftsteller (Sherlock Holmes)
- Conan O’Brien (* 1963), US-amerikanischer Entertainer

Sagengestalten:
- Conan Meriadoc, sagenhafter erster Herzog der Bretagne
- Conan, britischer Prinz, der nach der Caradocus-Chronik 1050 mit seinem Bruder Haralt nach Irland kam und sich unter irischen Schutz stellte[3]

Fiktive Figuren:
- Conan/Conaan, König der seeräuberischen Fomoraig der irischen Überlieferung
- Conan Maol, Krieger der Fianna in der irischen Überlieferung
- Conan MacLia, Herr von Luachar; Verbündeter des mythischen irischen Heerführers Fionn mac Cumhaill (Finn MacCool)
- Conan MacMoirna, zaubermächtiger Krieger der Fianna im irischen Sagenkreis um Diarmuid und Gráinne. Er liegt in Blutfehde mit dem Heerführer Finn, versöhnt sich aber mit ihm, nachdem er den Drachen getötet hat, der aus dem Haupt des Cian entsprungen war.
- Conan der Cimmerier, Held mehrerer Kurzgeschichten und eines Romans des US-amerikanischen Fantasy-Autors Robert E. Howard
  - Filme, die auf der Figur von Conan dem Cimmerier von Robert E. Howard basieren
    - Conan der Barbar
    - Conan der Zerstörer
    - Conan (2011)

  - Fernsehserien, basierend auf Geschichten zu Robert E. Howards Romanfigur
    - Conan, der Abenteurer (1992) und Conan und seine tapferen Freunde Zeichentrickserien
    - Conan, der Abenteurer Realfilm-Serie mit Ralf Moeller in der Hauptrolle

  - Comics, die auf der Figur von Conan dem Cimmerier von Robert E. Howard basieren
    - Conan (Marvel Comics) siehe Conan der Cimmerier#Comics
- Conan Edogawa, Hauptfigur der Manga-Serie Detektiv Conan des japanischen Zeichners Gosho Aoyama
- Conan, Titelfigur der Anime-Serie Future Boy Conan

Tiere:
- Conan (Hund), US-Militärhund, benannt nach dem US-amerikanischen Entertainer Conan O’Brien
- Conan (Javier Mileis Hund), geklonter Hund des derzeitigen argentinischen Präsidenten Javier Milei, benannt nach der Titelfigur im Film Conan der Barbar

Bakterien:
- Conan das Bakterium für das widerstandsfähige Deinococcus radiodurans